# San Onofre (título cardenalicio)
San Onofre del Janículo (Sant'Onofrio al Gianicolo en italiano) es un título cardenalicio  erigido por el papa León X el 6 de julio de 1517 tras el consistorio celebrado el 1 de julio en el que había aumentado de forma notable el número de cardenales.
Inicialmente fue creado como diaconía (por tanto, atribuido a cardenales diáconos, el título fue transformado en parroquia por el papa Sixto V el 13 de abril de 1587 en la constitución apostólica Religiosa. Fue después atribuida a cardenales presbíteros.
La iglesia de Sant'Onofrio al Gianicolo a la que se le atribuye el título, está dedicada a Onofre el anacoreta, ermitaño de la Tebaida de Egipto en el siglo IV.

## Titulares de la diaconía
- Juan de Lorena (1518-1550)
- Innocenzo Ciocchi del Monte (1550-1562)
- Ludovico Madruzzo (1562-1586)
- Diaconía elevada al rango de título presbiteral en 1587

## Titulares del título cardenalicio
- Philippe de Lénoncourt (1588-1592)
- Filippo Sega (1594-1596)
- Flaminio Piatti (1596-1600)
- Domenico Toschi (1604-1610)
- Maffeo Barberini (1610-1623)
- Francesco Barberini, come diaconia (1623-1624)
- Antonio Marcello Barberini, O.F.M.Cap. (1624-1637)
- Vacante (1637-1645)
- Orazio Giustiniani, C.O. (1645-1649)
- Giovanni Girolamo Lomellini (1652-1659)
- Benedetto Giulio Odescalchi (1659-1676)
- Piero Bonsi (1676-1689)
- Wilhelm Egon von Fürstenberg (1689-1704)
- Orazio Filippo Spada (1707-1724)
- Vincenzo Petra (1724-1737)
- Vacante (1737-1744)
- Francesco Landi (1744-1745)
- Vacante (1745-1749)
- Giovanni Battista Mesmer (1749-1760)
- Vacante (1760-1773)
- Giovanni Angelico Braschi (1773-1775)
- Marco Antonio Marcolini (1777-1782)
- Vacante (1782-1794)
- Giovanni Battista Caprara Montecuccoli (1794-1810)
- Vacante (1810-1816)
- Giovanni Battista Zauli (1816-1819)
- Luigi Frezza (1836-1837)
- Giuseppe Mezzofanti (1838-1849)
- Carlo Luigi Morichini (1852-1877)
- Francesco Saverio Apuzzo (1877-1880)
- Vacante (1880-1894)
- Domenico Svampa (1894-1907)
- Pierre-Paulin Andrieu (1907-1935)
- Emmanuel Célestin Suhard (1935-1949)
- José Garibi Rivera (1958-1972)
- Pio Taofinu'u, S.M. (1973-2006)
- Carlo Furno (2006-2015)
- Pierbattista Pizzaballa (2023-actualidad)